# Markiza wdowa de Villafranca
Markiza wdowa de Villafranca (hiszp. Marquesa viuda de Villafranca) – obraz olejny hiszpańskiego malarza Francisca Goi (1746–1828). Przedstawia hiszpańską arystokratkę, Maríę Antonię Gonzaga Caracciolo, markizę de Villafranca.

## Markiza de Villafranca
María Antonia Gonzaga Caracciolo (1735–1801) była córką Franciska Gonzagi, księcia del Sacro Romano Imperio i Julii de Caracciolo. Należała do jednej z najbardziej wpływowych rodzin arystokratycznych epoki. W 1754 poślubiła Antonia Álvareza de Toledo, markiza de Villafranca; doczekali się czworga dzieci. Owdowiała w 1773. Była inteligentną kobietą o silnym charakterze, zarządzała majątkiem swojego syna XIII księcia Alba, a po jego śmierci także majątkiem synowej, księżnej Alby. Zmarła w 1801 w Madrycie. 

## Okoliczności powstania
W latach 80. XVIII w. Goya namalował liczne portrety członków rodziny i krewnych markizów de Villafranca, m.in. hrabiego Altamiry. W 1795 namalował portret księcia Alby i jego żony, a następnie portret matki księcia – markizy, która miała wtedy 60 lat i od 12 lat była wdową.

## Opis obrazu
Markiza została przedstawiona w półpostaci, siedząc w fotelu. Ma na sobie elegancki strój, na który składają się: suknia z szarego jedwabiu w niebieskie pasy, biały szal z gazy upięty broszką z niebieską wstążką i kwiatem róży. Nosi szarą pudrowaną perukę z niebieską kokardą. W rękach trzyma zamknięty wachlarz. Dwa pierścionki i kolczyki to jedyna biżuteria, którą ma na sobie.
Twarz sześćdziesięcioletniej kobiety wyraża inteligencję i bystrość – malarz podkreśla cechy kobiety z powodzeniem zarządzającej rodzinnym majątkiem. Światło padające z lewej strony skupia się na lekko zaróżowionej twarzy modelki i okrywającym ramiona białym szalu. Podobnie jak w większości portretów Goi tło jest neutralne, brak punktów odniesienia w przestrzeni. 
Portret jest wykonany z dbałością o szczegóły, zgodnie ze standardami z końca XVIII wieku. Goya podkreśla godność wdowy, portret jest pełen szacunku dla jej wieku i statusu. Twarz i ręce starszej kobiety zostały namalowane z taktem tak, aby nie podkreślały jej wieku.

## Proweniencja
Portret należał do syna markizy, księcia Alby, a po jego śmierci razem z majątkiem trafił do portretowanej. Obraz dziedziczony przez kolejnych spadkobierców trafił do Muzeum Prado w 1926.
Istnieje druga wersja tego portretu o wymiarach 85 x 70 cm w kolekcji spadkobierców markizy de Acapulco, według Valentína de Sambricio również pędzla Goi.